# Base Aérea de Gando
La Base Aérea de Gando es una base del Ejército del Aire y del Espacio español situada en Gando, en la isla de Gran Canaria, junto al aeropuerto de Gran Canaria y al este de las pistas del mismo.
Además de varios hangares en el lado opuesto a la terminal de pasajeros, la Base Aérea de Gando contiene diez refugios situados en el extremo sur de la pista oriental. Estos refugios albergan el Ala 46.El Ala 46 está compuesto por los escuadrones 462 y 802, y defiende el espacio aéreo español alrededor de las Islas Canarias. La Base Aérea de Gando es una de las más grandes e importantes de la Fuerza Aérea española y es única por la gran variedad de aeronaves que opera.

## Historia
Al final de la Primera Guerra Mundial Pierre George Latécoére estableció una línea aérea que unia Francia con sus colonias africanas y Sudamérica. Para el tramo Casablanca-Dakar se pensó en Canarias como punto de enlace con América. El 26 de enero de 1926 el hidroavión 'Plus Ultra' recaló en aguas de Gando para iniciar la segunda etapa de su vuelo Palos-Buenos Aires. En 1930, una orden real declaró aeropuerto nacional las instalaciones terrestres y marítimas que se construyesen en Gando.
El 18 de enero de 1924 se realizó el primer aterrizaje en el páramo de Gando. Lo realizaron tres aviones Breguet XIV bautizados con el nombre de ‘Archipiélago Canario’, ‘Gran Canaria’ y ‘Tenerife’, en honor al pueblo de Canarias que los había adquiridos por suscripción popular para donarlos al ejército español. 
En 1933 aterrizó el primer vuelo con pasajeros y en 1935 se estableció la línea Madrid-Canarias. Las primeras ayudas a la navegación se instalaron a finales de 1934. En febrero de 1939 llegó a Gando el primer Destacamento de la Aviación Militar Española, constituyéndose el 1 de septiembre de ese mismo año en Fuerzas del Atlántico. Era la primera representación oficial del Ejército del Aire en las Islas Canarias. En octubre de 1940 la nueva organización del Ejército del Aire supone la integración del 112 Grupo con la 54.º Escuadrilla de Hidros en Las Palmas. Esta Unidad en mayo de 1941 formó junto con el 29 Grupo Expedicionario, dotado con 24 aviones Fiat CR-32, procedentes del 21 Regimiento de Caza de Getafe, el Regimiento Mixto N.º 4.
Entre 1944 y 1946 se construyó el edificio de la terminal de pasajeros, donde  se trasladan las oficinas de las compañías aéreas ubicadas en la Base Aérea de Lanzarote. Gracias a la nueva terminal se consiguen separar en Gando las actividades civiles de las militares.
En 1948 se pavimentaron los 700 primeros metros de la pista, que en 1957 se ampliaron a 2.000 metros. Ese mismo año se mejoraron las instalaciones de la torre de control, la central eléctrica y las ayudas visuales de navegación.
En 1955 se creó la 51 Escuadrilla de Salvamento con base en Tenerife, dotada con dos helicópteros H19 y un avión Gruman Albatros. Esta Unidad se trasladó pronto a Gando en Gran Canaria y fue cambiando su nombre hasta la actual denominación de 802 Escuadrón.
En 1957-58 la guerra de Ifni requirió el empleo de los Ju-52 de transporte y He-111 de bombardeo basados en Gando. En breve espacio de tiempo a los Ju-52 del 361 Escuadrón se les unieron en Gando varios DC-3 destacados desde el Ala 35 para realizar misiones de transporte aéreo de personal y de material sobre el desierto. También llegaron a Gando aviones Heinkel He-111 (B.2) de las Alas 25 (Tablada), 26 (Los Llanos), 27 (Morón) y 28 (Alcalá de Henares). El Ala 3 de Caza envió a Gando algunos de sus North American T-6. A mediados de febrero de 1958 se les unieron los 9 HA.1112 aun operativos y basados en El Aaiún, que volaron a Gando ya que eran sustituidos por los Texan T-6 en El Aaiun. Los aviones ‘Nord Atlas’ del Ejército del Aire de Francia realizaron varios vuelos entre Gando y El Aaiún transportando material militar.
Terminados los combates se encontraban basados en Gando bajo la nueva denominación de Ala Mixta núm. 36 cuatro escuadrones: 361 con Junkers 52, 362 con aviones Heinkel 111, 363 con aviones T-6 y 364 con Messerschmitt Bf109 fabricados en España por Hispano-Aviación (HA-1112). El 364 escuadrón, formando parte del ala mixta 36, volaba junto a los T-6 Texan misiones de reconocimiento y control de fronteras sobre el Sáhara.
La actividad militar más intensa en la base tuvo lugar a mediados de la década de 1970, por la crisis de la descolonización del Sahara Occidental y su ocupación por Marruecos. A inicios de la década eran tres los escuadrones basados en Gandi: 461 con aviones DC-3, 462 con aviones HA-200 Saeta y 463 con aviones C-6 (versión armada del T-6). Ante la situación en el Sáhara se fueron rotando destacamentos de aviones F-5 del Ala 21 a Gando entre agosto de 1974 y diciembre de 1975. El Ala 21 efectuó más de 500 misiones de guerra, incluyendo algunas de ataque reales, Patrullas Aéreas de Combate (CAP) y salidas de reconocimiento sobre territorio marroquí. En 1975 se activó el 464 Escuadrón con el fin de contar en Canarias con un avión de combate de posibilidades operativas en todo tiempo. Casi la mitad de la flota de F-5 del Ala 21 fue transferida al nuevo 464 Escuadrón de Gando. Este se convirtió en el 462 Escuadrón con la llegada a Gando de los Mirage F-1 en 1982. En 1999 se efectúa el relevo de los F-1 por los C-15 (F-18 Hornet).
Otras crisis militares en África Occidental, como la intervención de Francia en Malí en 2013, hicieron de la Base Aérea de Gando la principal plataforma aérea para las operaciones de la OTAN en África Occidental. En 2006, España propuso la Base Aérea de Gando como sede del recién creado Mando África de Estados Unidos (AFRICOM), pero finalmente la sede del AFRICOM se situó en Stuttgart, Alemania.
El Mando Aéreo de Canarias (MACAN), con sede en la ciudad de Las Palmas, es el único Mando Aéreo general territorial del Ejército del Aire y del Espacio en España. Su misión es el mantenimiento, preparación y mando de unidades aéreas ubicadas en el archipiélago canario.
Cualquier avión militar español que aterrice en Canarias se pone inmediatamente a disposición del Mando Aéreo de Canarias, el cual podrá retenerlo y utilizarlo para misiones dentro de las islas durante el tiempo que sea necesario. Esto sucede a veces con aviones de transporte militar pesado, de guerra antisubmarina o de alerta temprana, ya que las islas no los tienen de forma permanente. Una vez que el avión es liberado por el Mando Aéreo de Canarias, puede salir de Canarias y volver a los mandos aéreos españoles de la península.
En la Base Aérea de Gando, los despliegues se basan en el Aeródromo Militar de Lanzarote. Dicho aeródromo tiene sus propios pelotones de tropas de la Fuerza Aérea permanentes y un radar de defensa aérea (el EVA 22, el cual cubre las islas canarias orientales y el área marítima hasta el Sáhara), pero no tiene ningún avión militar basado permanentemente y utiliza los de Gando.

## Aeronaves
En la base aérea, se opera una gama de aeronaves extensa y única en el territorio español
| Aeronaves                      | Notas |
| ------------------------------ | --- |
| McDonnell Douglas EF-18 Hornet | Los más antiguos en operaciones. De segunda mano, operados previamente por la Armada de los Estados Unidos |
| CASA CN-235                    | Operados por el Servicio de Búsqueda y Salvamento Aéreo                                                    |
| Airbus Helicopters H215        | Operados por el Servicio de Búsqueda y Salvamento Aéreo                                                    |
| CASA C-212 Aviocar             | |
| Eurofighter Typhoon            | Ordenadas 20 unidades para sustituir a los EF-18                                                           |

## Lanzamientos espaciales
En 1997, la Base Aérea de Gando fue utilizada para lanzar el satélite Minisat 01 y fue propuesta como una alternativa al Centro de Lanzamiento Espacial de La Isla de El Hierro.